# Oecetis kokytos
Oecetis kokytos là một loài Trichoptera trong họ Leptoceridae. Chúng phân bố ở vùng Indomalaya.